# Prečec
 Prečec  falu Horvátországban Zágráb megyében. Közigazgatásilag Brckovljanihoz tartozik.

## Fekvése
Zágrábtól 30 km-re, községközpontjától 10 km-re délkeletre, a megye keleti részén fekszik.

## Története
A falunak 1857-ben 272, 1910-ben 399 lakosa volt. Trianonig Zágráb vármegye Dugoseloi járásához tartozott. 1993-ban az újjáalakított brckovljani község része lett. 2001-ben 224 lakosa volt.

## Lakosság
| Lakosság változása | Lakosság változása | Lakosság változása | Lakosság változása | Lakosság változása | Lakosság változása | Lakosság változása | Lakosság változása | Lakosság változása | Lakosság változása | Lakosság változása | Lakosság változása | Lakosság változása | Lakosság változása | Lakosság változása |
| ------------------ | ------------------ | ------------------ | ------------------ | ------------------ | ------------------ | ------------------ | ------------------ | ------------------ | ------------------ | ------------------ | ------------------ | ------------------ | ------------------ | ------------------ |
| 1857               | 1869               | 1880               | 1890               | 1900               | 1910               | 1921               | 1931               | 1948               | 1953               | 1961               | 1971               | 1981               | 1991               | 2001               |
| 272                | 290                | 285                | 326                | 296                | 399                | 318                | 264                | 248                | 261                | 309                | 288                | 259                | 209                | 224                |

## Nevezetességei
- Josip Galjuf zágrábi püspök kúriája[3] Prečec szélén, a vasút közelében található. 1785-ben építtette Josip  Galjuf az 1600 óta említett régi püspöki birtokon. A kúria téglából és kőből épült, magas és meredek kontytetővel, téglalap alaprajzzal, késő barokk stílusban. A kúria közvetlen szomszédságában két gazdasági épület és egy víztorony található, melyek tervezési adottságaik szerint valószínűleg a 20. század elején épültek.
- Védett épület a Vidičeva utca 19. szám alatti fa lakóház.[4] A hagyományos paraszti portát egy lakóház, egy istálló és egy kút alkotja. A ház egy hosszúkás faház, részben alápincézve, nyeregtetős tetővel. Az alagsorba a földszintről falépcsőn keresztül lehet lejutni. A falak fűrészelt deszkákból készülnek, amelyeket a sarkaiknál német módszerel illesztettek össze. A ház bejárata a hosszabb udvari homlokzaton található. A földszint belül három helyiségre, míg az emelet tornácra és négy helyiségre tagolódik. A földszintet és az emeletet belső falépcső köti össze.

## Híres emberek
Itt született 1843. szeptember 6-án Aleksandar Bresztyenszky horvát jogtudós, politikus, egyetemi tanár, a Zágrábi Egyetem rektora.